# Federico Gonzaga di Ferrante

Stemma dei Gonzaga, 1433

Federico Gonzaga (... – XVII secolo) è stato un militare italiano.

## Biografia
Era figlio primogenito di Ferrante Gonzaga marchese di Gazzuolo e di Isabella Gonzaga di Novellara.
Militò per molti anni nella Fiandre al comando di un reggimento di alemanni col grado di colonnello. Nel 1595 fu comandante di cavalleria al servizio dell'imperatore Rodolfo II d'Asburgo nella guerra d'Ungheria contro i turchi. Venne nominato maestro di campo generale dell'arciduca Massimiliano III d'Austria. Rientrò in Italia nel 1614.

## Ascendenza
|                               |                      |                           | Genitori                 |  |  | Nonni |  |  | Bisnonni      |  |  | Trisnonni             |  |
|                               |                      |                           |                          |  |  |       |  |  | Pirro Gonzaga |  |  | Gianfrancesco Gonzaga |  |
|                               |                      |                           |                          |  |  |       |  |  | Pirro Gonzaga |  |  | Gianfrancesco Gonzaga |  |
|                               |                      | Antonia del Balzo         |                          |  |  |       |  |  | Pirro Gonzaga |  |  |                       |  |
| Carlo Gonzaga                 |                      |                           |                          |  |  |       |  |  | Pirro Gonzaga |  |  |                       |  |
|                               |                      | Camilla Bentivoglio       | Annibale II Bentivoglio  |  |  |       |  |  |               |  |  |                       |  |
|                               |                      | Camilla Bentivoglio       | Annibale II Bentivoglio  |  |  |       |  |  |               |  |  |                       |  |
|                               |                      | Camilla Bentivoglio       | Lucrezia d'Este          |  |  |       |  |  |               |  |  |                       |  |
| Ferrante Gonzaga              |                      | Camilla Bentivoglio       |                          |  |  |       |  |  |               |  |  |                       |  |
|                               |                      | Federico II Gonzaga       | Francesco II Gonzaga     |  |  |       |  |  |               |  |  |                       |  |
|                               |                      | Federico II Gonzaga       | Francesco II Gonzaga     |  |  |       |  |  |               |  |  |                       |  |
|                               |                      | Federico II Gonzaga       | Isabella d'Este          |  |  |       |  |  |               |  |  |                       |  |
| Emilia Cauzzi Gonzaga         |                      | Federico II Gonzaga       |                          |  |  |       |  |  |               |  |  |                       |  |
|                               |                      | Isabella Boschetti        | Giacomo Boschetti        |  |  |       |  |  |               |  |  |                       |  |
|                               |                      | Isabella Boschetti        | Giacomo Boschetti        |  |  |       |  |  |               |  |  |                       |  |
|                               |                      | Isabella Boschetti        | Polissena Castiglioni    |  |  |       |  |  |               |  |  |                       |  |
| Federico Gonzaga              |                      | Isabella Boschetti        |                          |  |  |       |  |  |               |  |  |                       |  |
|                               | Alessandro I Gonzaga | Giampietro Gonzaga        |                          |  |  |       |  |  |               |  |  |                       |  |
|                               | Alessandro I Gonzaga | Giampietro Gonzaga        |                          |  |  |       |  |  |               |  |  |                       |  |
|                               | Alessandro I Gonzaga | Caterina Torelli          |                          |  |  |       |  |  |               |  |  |                       |  |
| Alfonso I Gonzaga             | Alessandro I Gonzaga |                           |                          |  |  |       |  |  |               |  |  |                       |  |
|                               |                      | Costanza da Correggio     | Giberto VII da Correggio |  |  |       |  |  |               |  |  |                       |  |
|                               |                      | Costanza da Correggio     | Giberto VII da Correggio |  |  |       |  |  |               |  |  |                       |  |
|                               |                      | Costanza da Correggio     | Violante Pico            |  |  |       |  |  |               |  |  |                       |  |
| Isabella Gonzaga di Novellara |                      | Costanza da Correggio     |                          |  |  |       |  |  |               |  |  |                       |  |
|                               |                      | Giovanni Tommaso di Capua | …                        |  |  |       |  |  |               |  |  |                       |  |
|                               |                      | Giovanni Tommaso di Capua | …                        |  |  |       |  |  |               |  |  |                       |  |
|                               |                      | Giovanni Tommaso di Capua | …                        |  |  |       |  |  |               |  |  |                       |  |
| Vittoria di Capua             |                      | Giovanni Tommaso di Capua |                          |  |  |       |  |  |               |  |  |                       |  |
|                               |                      | Faustina Colonna          | …                        |  |  |       |  |  |               |  |  |                       |  |
|                               |                      | Faustina Colonna          | …                        |  |  |       |  |  |               |  |  |                       |  |
|                               |                      | Faustina Colonna          | …                        |  |  |       |  |  |               |  |  |                       |  |
|                               |                      | Faustina Colonna          |                          |  |  |       |  |  |               |  |  |                       |  |